# Raków Duży
Raków Duży (prononciation [ˈrakuf ˈduʐɨ]) est un village de la gmina de Moszczenica, du powiat de Piotrków, dans la voïvodie de Łódź, situé dans le centre de la Pologne.
Il se situe à environ 6 kilomètres au sud de Moszczenica (siège de la gmina), 7 kilomètres au nord-est de Piotrków Trybunalski (siège du powiat) et 41 kilomètres au sud-est de Łódź (capitale de la voïvodie).
Le village compte approximativement une population de 150 habitants.

## Administration
De 1975 à 1998, le village était attaché administrativement à l'ancienne voïvodie de Piotrków.

Depuis 1999, il fait partie de la nouvelle voïvodie de Łódź.